# Fla-Flu
Als Fla-Flu wird das Stadtderby zwischen den traditionsreichen Fußballvereinen Clube de Regatas do Flamengo und dem Fluminense Football Club aus der brasilianischen Millionenmetropole Rio de Janeiro bezeichnet. Es zählt zu den populärsten Fußballderbys in Brasilien und ist weltweit eine der bekanntesten Sportrivalitäten überhaupt. Aufgrund seines hohen Besucherandrangs wird es häufig auch als „der Klassiker der Massen“ (port: O Clássico das Multidões) bezeichnet. In bisher 405 Partien sind 1126 Tore erzielt worden (Stand 13. Oktober 2016).

## Geschichte
Das Verhältnis von Flamengo zu Fluminense wird häufig als eine Bruderrivalität charakterisiert, die in der Gründungsgeschichte der beiden Vereine ihren Anfang nahm. Flamengo ist am 17. November 1895 zunächst als reiner Ruderklub gegründet wurden, während sich Fluminense als erster Fußballverein in Rio de Janeiro überhaupt am 21. Juli 1902 konstituiert hat. Beide Klubs entstammten dem Milieu der wohlhabenden weißen Einwandererklasse. Im Spätjahr 1911 ist es zwischen der Mannschaft, gerade erst Meister geworden, und der Klubführung von Fluminense in der Frage über die Trainerbesetzung zum Streit gekommen, worauf neun Spieler den Verein verlassen haben. Weil einer der Dissidenten zugleich auch als Ruderer bei Flamengo aktiv war, konnte ihr Anschluss an den Ruderverein vermittelt werden, wo sie den Kern der ersten Mannschaft der am 24. Dezember 1911 offiziell gegründeten Fußballabteilung bildeten. Die über diese Vorkommnisse ausgehende Rivalität ist ab den späten 20er Jahren des 19. Jahrhunderts dank der Sportberichterstattung der Brüder Nélson Rodrigues und Mário Filho entscheidend befördert worden. Ersterer war ein leidenschaftlicher Anhänger von Fluminense und Letzterer einer von Flamengo. Mário Filho, nach dem später auch das Maracanã offiziell benannt werden sollte, soll dabei auch den Begriff des „Fla-Flu“ für das Derby geprägt haben.

## Austragungsorte und Zuschauerrekord

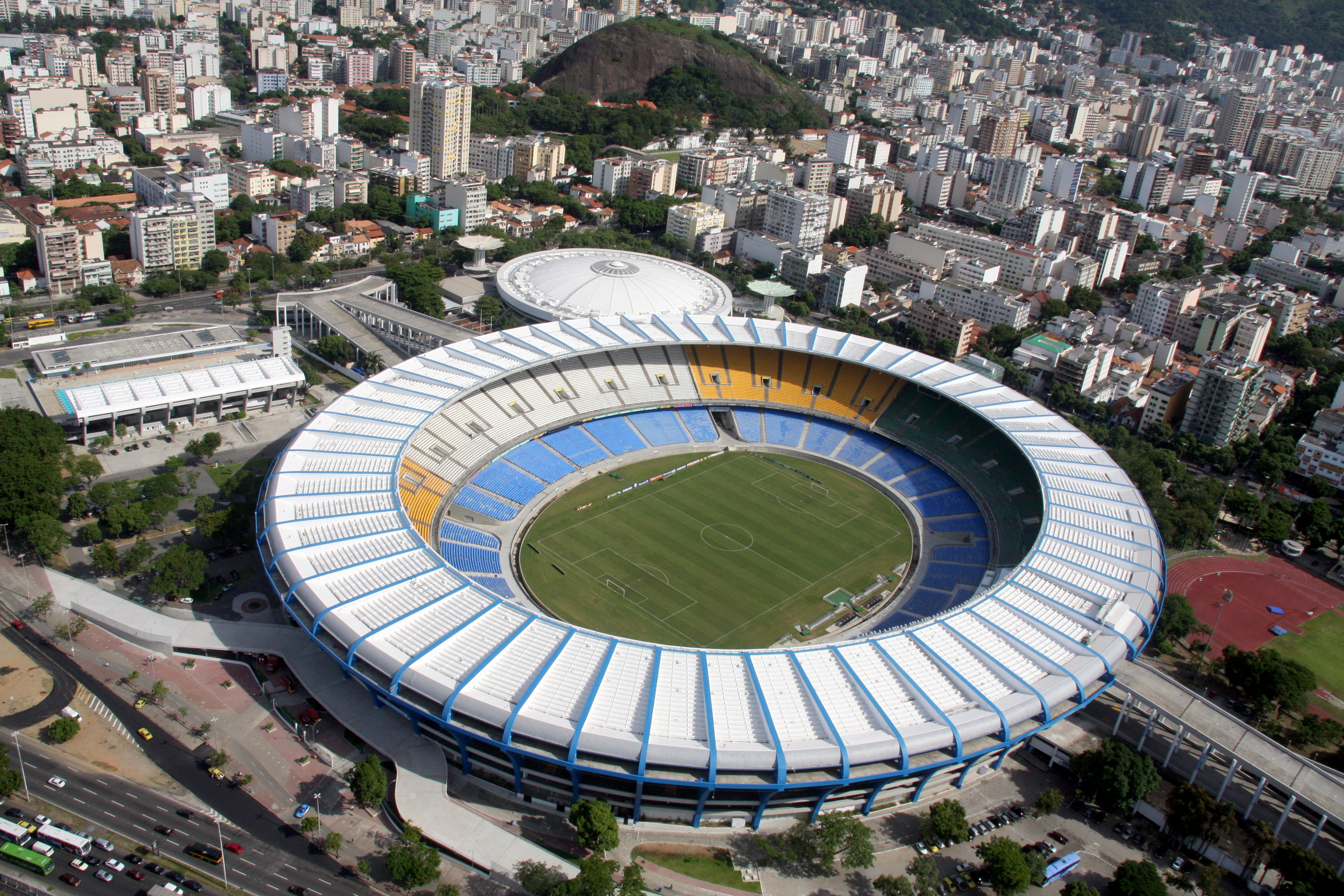
Blick auf das Stadion von Maracanã vor dessen Umbau 2010.

Das erste Fla-Flu vom 7. Juli 1912 ist auf dem Feld an der Rua Guanabara im Stadtteil Laranjeiras ausgetragen wurden, an dessen Stelle später das Estádio das Laranjeiras errichtet wurde. Neben diesem wurden auch die Stadien an der Rua Paysandu und des São Januário in den ersten Jahrzehnten vermehrt als Begegnungsstätten genutzt.
Am 22. Oktober 1950 wurde das Derby (Nr. 137) erstmals im neugebauten Stadion von Maracanã gespielt, welches beide Clubs seither bis auf einige Ausnahmen als Heimspielstätte nutzen. Hier hat es das Derby (Nr. 141) am 14. Oktober 1951 erstmals in seiner Geschichte auf einen Zuschauerschnitt von mehr als 100.000 gebracht, was ihm noch mehrere Male gelingen sollte. Zu diesem Anlass ist es deshalb in den Medien als „Klassiker der Massen“ tituliert wurden. Am 15. Dezember 1963 hat das Fla-Flu (Nr. 185) am letzten entscheidenden Spieltag der Staatsmeisterschaft 1963 einen bis heute stehenden Zuschauerrekord aufgestellt. 194.603 Zuschauer, davon 177.656 zahlende Gäste, wurden beim Eintritt registriert, die Meisten die weltweit je in einem Fußballspiel zwischen zwei Vereinen gezählt wurden. Einzig zwei Länderspiele der brasilianischen Nationalmannschaft aus den Jahren 1950 und 1954 haben noch mehr Zuschauer in das Maracanã gelockt. Das Rekordderby blieb mit einem 0:0 unentschieden und Flamengo sicherte sich dank eines besseren Punkteschnitts die Meisterschaft vor dem Rivalen.
Anlässlich eines Meisterschaftsspiels am 4. April 1999 konnte das Fla-Flu (Nr. 341) das Maracanã letztmals in seiner Geschichte mit über 100.000 Zuschauern befüllen. Seit der Jahrtausendwende sind die Besucherzahlen des Derbys rückläufig geworden und besonders seit den Umbau- und Modernisierungsmaßnahmen anlässlich der Fußballweltmeisterschaft 2014 ist es selbst ihm nicht mehr gelungen, alle Ränge des Maracanã regelmäßig zu füllen, wofür besonders die steigenden Ticketpreise verantwortlich gemacht werden.
Anlässlich der Teilnahme beider Clubs am Viermannschaftenturnier der Trofeo Teresa Herrera wurde am 12. August 1978 ein Fla-Flu (Nr. 258) auf europäischem Boden im spanischen A Coruña (Estadio Riazor) ausgetragen.

## Bemerkenswertes
- Den ersten Derbytreffer erzielte Edward Calvert für Fluminense im ersten Fla-Flu am 7. Juli 1912. Er war 1911 einer der drei dem Verein treu gebliebenen Spieler.
- Den höchsten Derbysieg (Nr. 114) hat Flamengo mit 7:0 in einem Stadtturnier am 10. Juni 1945 im Estádio São Januário eingefahren.
- Bereits die dritte Derbybegegnung am 3. August 1913 auf dem Feld an der Rua General Severiano wurde die bisher torreichste in der Geschichte. Flamengo siegte mit 6:3 über Fluminense.

## Die Statistik
| Stand: 18. Oktober 2024 | CR Flamengo | – | Fluminense FC |

| Wettbewerb                               | Spiele | Siege | Remis | Siege | Tore      |
| ---------------------------------------- | ------ | ----- | ----- | ----- | --------- |
| CONMEBOL Copa Sul-Americana              | 4      | 1     | 3     | 0     | 5 : 4     |
| Brasilianische Meisterschaft             | 69     | 26    | 18    | 25    | 84 : 75   |
| Copa do Brasil                           | 2      | 1     | 1     | 0     | 2 : 0     |
| Torneio Roberto Gomes Pedrosa            | 4      | 0     | 2     | 2     | 3 : 7     |
| Torneio Rio-São Paulo                    | 22     | 8     | 6     | 8     | 28 : 26   |
| Staatsmeisterschaft von Rio de Janeiro   | 268    | 99    | 86    | 84    | 397 : 363 |
| Staatspokal von Rio de Janeiro           | 3      | 1     | 1     | 1     | 4 : 4     |
| Taça Guanabara                           | 12     | 5     | 5     | 2     | 16 : 14   |
| Einladungsturniere / Freundschaftsspiele | 68     | 25    | 21    | 22    | 108 : 97  |
| Gesamt                                   | 452    | 165   | 143   | 144   | 646 : 588 |

1. ↑  Gelistet sind nur die Spiele, in denen die Taça Guanabara als eigenständiger Wettbewerb firmierte. Begegnungen, in denen die Taça als eine Spielphase in die Staatsmeisterschaft eingebunden ist, werden entsprechend dort verrechnet.

| Wettbewerb                       | Titel | Zuletzt | Titel | Zuletzt |
| -------------------------------- | ----- | ------- | ----- | ------- |
| CONMEBOL Copa Libertadores       | 3     | 2022    | 1     | 2023    |
| Recopa Sudamericana              | 1     | 2020    | 1     | 2024    |
| Brasilianischer Meister          | 7     | 2020    | 4     | 2012    |
| Brasilianischer Pokal            | 5     | 2024    | 1     | 2007    |
| Supercopa do Brasil              | 2     | 2021    | 0     |         |
| Staatsmeister von Rio de Janeiro | 38    | 2024    | 33    | 2023    |
| Taça Guanabara                   | 24    | 2024    | 12    | 2023    |
| Taça Rio                         | 10    | 2019    | 4     | 2020    |
| Staatspokal von Rio de Janeiro   | 1     | 1991    | 1     | 1998    |

1. ↑  Gelistet sind nur aktuell ausgetragene Wettbewerbe.

## Alle Spiele
Bemerkung:
In der folgenden Auflistung aller Derbybegegnungen zwischen Flamengo und Fluminense sind einzig jene der jeweiligen A-Mannschaften der Vereine aufgeführt. Spiele zwischen Amteurauswahlen oder Nachwuchsmannschaften sind dagegen nicht berücksichtigt.

Ohne = Unentschieden

### Derbys Nr. 1–50
| Nr. | Wettbewerb                   | Datum                   | Heim | Gast | Ergebnis          |
| --- | ---------------------------- | ----------------------- | ---- | ---- | ----------------- |
| 1.  | Staatsmeisterschaft          | Mi., 17. Juli 1912      | FLU  | FLA  | 3 : 2             |
| 2.  | Staatsmeisterschaft          | So., 27. Oktober 1912   | FLA  | FLU  | 4 : 0             |
| 3.  | Staatsmeisterschaft          | So., 3. August 1913     | FLA  | FLU  | 6 : 3             |
| 4.  | Staatsmeisterschaft          | So., 9. November 1913   | FLU  | FLA  | 0 : 3             |
| 5.  | Freundschaftsspiel           | Do., 11. Juni 1914      | FLU  | FLA  | 0 : 2             |
| 6.  | Staatsmeisterschaft          | So., 26. Juli 1914      | FLU  | FLA  | 2 : 3             |
| 7.  | Staatsmeisterschaft          | So., 15. November 1914  | FLA  | FLU  | 2 : 1             |
| 8.  | Staatsmeisterschaft          | So., 9. Mai 1915        | FLU  | FLA  | 0 : 5             |
| 9.  | Staatsmeisterschaft          | So., 22. August 1915    | FLA  | FLU  | 1 : 1             |
| 10. | Staatsmeisterschaft          | Sa., 13. Mai 1916       | FLA  | FLU  | 4 : 1             |
| 11. | Freundschaftsspiel           | So., 30. Juli 1916      | FLA  | FLU  | 2 : 2             |
| 12. | Freundschaftsspiel           | Di., 15. August 1916    | FLU  | FLA  | 0 : 0             |
| 13. | Staatsmeisterschaft          | Fr., 8. Dezember 1916   | FLU  | FLA  | 3 : 1             |
| 14. | Staatsmeisterschaft          | So., 27. Mai 1917       | FLU  | FLA  | 2 : 0             |
| 15. | Freundschaftsspiel           | Do., 15. November 1917  | FLA  | FLU  | 3 : 3             |
| 16. | Staatsmeisterschaft          | So., 23. Dezember 1917  | FLA  | FLU  | 2 : 2             |
| 17. | Torneio Início               | Do., 21. März 1918      | FLU  | FLA  | 1 : 0             |
| 18. | Staatsmeisterschaft          | Do., 23. Mai 1918       | FLA  | FLU  | 0 : 3             |
| 19. | Staatsmeisterschaft          | So., 6. Oktober 1918    | FLU  | FLA  | 2 : 2             |
| 20. | Staatsmeisterschaft          | So., 24. August 1919    | FLA  | FLU  | 1 : 3             |
| 21. | Staatsmeisterschaft (Finale) | So., 21. Dezember 1919  | FLU  | FLA  | 4 : 0             |
| 22. | Staatsmeisterschaft          | So., 23. Mai 1920       | FLA  | FLU  | 2 : 1             |
| 23. | Staatsmeisterschaft          | So., 19. Dezember 1920  | FLU  | FLA  | 2 : 2             |
| 24. | Staatsmeisterschaft          | So., 29. Mai 1921       | FLU  | FLA  | 3 : 4             |
| 25. | Staatsmeisterschaft          | So., 7. August 1921     | FLA  | FLU  | 1 : 1             |
| 26. | Torneio Início               | So., 26. März 1922      | FLA  | FLU  | 1 : 0             |
| 27. | Staatsmeisterschaft          | Sa., 13. Mai 1922       | FLA  | FLU  | 0 : 1             |
| 28. | Staatsmeisterschaft          | So., 25. Juni 1922      | FLU  | FLA  | 1 : 1             |
| 29. | Staatsmeisterschaft          | So., 13. Mai 1923       | FLA  | FLU  | 1 : 1             |
| 30. | Staatsmeisterschaft          | Sa., 14. Juli 1923      | FLU  | FLA  | 2 : 2             |
| 31. | Torneio Início               | So., 27. April 1924     | FLU  | FLA  | 1 : 0             |
| 32. | Staatsmeisterschaft          | So., 15. Juni 1924      | FLA  | FLU  | 1 : 1             |
| 33. | Staatsmeisterschaft          | Sa., 20. September 1924 | FLU  | FLA  | 2 : 4             |
| 34. | Staatsmeisterschaft          | So., 14. Juni 1925      | FLU  | FLA  | 3 : 1             |
| 35. | Staatsmeisterschaft          | So., 8. November 1925   | FLA  | FLU  | 1 : 1             |
| 36. | Staatsmeisterschaft          | So., 20. Mai 1926       | FLA  | FLU  | 1 : 1             |
| 37. | Staatsmeisterschaft          | So., 19. September 1926 | FLU  | FLA  | 0 : 2             |
| 38. | Staatsmeisterschaft          | So., 12. Juni 1927      | FLU  | FLA  | 0 : 1             |
| 39. | Staatsmeisterschaft          | So., 21. August 1927    | FLA  | FLU  | 1 : 1             |
| 40. | Staatsmeisterschaft          | So., 27. Mai 1928       | FLA  | FLU  | 1 : 4             |
| 41. | Staatsmeisterschaft          | So., 23. September 1928 | FLU  | FLA  | 2 : 3             |
| 42. | Torneio Início               | So., 31. Mai 1929       | FLU  | FLA  | 0 : 0 (2:0 i. E.) |
| 43. | Staatsmeisterschaft          | So., 9. Juni 1929       | FLU  | FLA  | 1 : 0             |
| 44. | Staatsmeisterschaft          | So., 6. Oktober 1929    | FLA  | FLU  | 0 : 1             |
| 45. | Staatsmeisterschaft          | So., 1. Juni 1930       | FLA  | FLU  | 0 : 1             |
| 46. | Freundschaftsspiel           | Fr., 1. August 1930     | FLU  | FLA  | 2 : 4             |
| 47. | Staatsmeisterschaft          | So., 23. November 1930  | FLU  | FLA  | 2 : 0             |
| 48. | Staatsmeisterschaft          | So., 27. September 1931 | FLU  | FLA  | 2 : 1             |
| 49. | Staatsmeisterschaft          | So., 20. Dezember 1931  | FLA  | FLU  | 1 : 0             |
| 50. | Staatsmeisterschaft          | So., 3. Juli 1932       | FLA  | FLU  | 4 : 0             |

### Derbys Nr. 51–100
| Nr.  | Wettbewerb                     | Datum                   | Heim | Gast | Ergebnis          |
| ---- | ------------------------------ | ----------------------- | ---- | ---- | ----------------- |
| 51.  | Staatsmeisterschaft            | So., 2. Oktober 1932    | FLU  | FLA  | 1 : 1             |
| 52.  | Freundschaftsspiel             | Do., 1. Juni 1933       | FLU  | FLA  | 1 : 2             |
| 53.  | Staatsmeisterschaft            | Sa., 10. Juni 1933      | FLU  | FLA  | 1 : 3             |
| 54.  | Staatsmeisterschaft            | So., 17. September 1933 | FLU  | FLA  | 2 : 0             |
| 55.  | Staatsmeisterschaft            | So., 8. April 1934      | FLU  | FLA  | 1 : 3             |
| 56.  | Staatsmeisterschaft            | So., 10. Juni 1934      | FLA  | FLU  | 2 : 2             |
| 57.  | Freundschaftsspiel             | Mi., 13. Juni 1934      | FLU  | FLA  | 3 : 2             |
| 58.  | Freundschaftsspiel             | So., 26. August 1934    | FLU  | FLA  | 2 : 0             |
| 59.  | Extraturnier                   | So., 23. September 1934 | FLU  | FLA  | 0 : 2             |
| 60.  | Extraturnier                   | So., 21. Oktober 1934   | FLA  | FLU  | 2 : 1             |
| 61.  | Extraturnier                   | So., 10. Februar 1935   | FLA  | FLU  | 2 : 1             |
| 62.  | Torneio Aberto                 | So., 23. Juni 1935      | FLA  | FLU  | 0 : 0             |
| 63.  | Staatsmeisterschaft            | So., 21. Juli 1935      | FLU  | FLA  | 2 : 2             |
| 64.  | Staatsmeisterschaft            | So., 1. September 1935  | FLA  | FLU  | 1 : 3             |
| 65.  | Staatsmeisterschaft            | So., 13. Oktober 1935   | FLA  | FLU  | 1 : 2             |
| 66.  | Taças Fla-Flu e Arnaldo Guinle | Fr., 15. November 1935  | FLU  | FLA  | 2 : 1             |
| 67.  | Freundschaftsspiel             | Do., 21. Mai 1936       | FLU  | FLA  | 2 : 2             |
| 68.  | Torneio Aberto                 | So., 16. August 1936    | FLU  | FLA  | 2 : 2             |
| 69.  | Torneio Aberto                 | So., 13. September 1936 | FLU  | FLA  | 1 : 1             |
| 70.  | Torneio Aberto (Finale)        | So., 20. September 1936 | FLU  | FLA  | 0 : 1             |
| 71.  | Staatsmeisterschaft            | So., 11. Oktober 1936   | FLA  | FLU  | 2 : 0             |
| 72.  | Staatsmeisterschaft            | So., 28. Oktober 1936   | FLU  | FLA  | 2 : 1             |
| 73.  | Staatsmeisterschaft            | So., 22. November 1936  | FLU  | FLA  | 1 : 1             |
| 74.  | Staatsmeisterschaft (Finale)   | So., 20. Dezember 1936  | FLU  | FLA  | 2 : 2             |
| 75.  | Staatsmeisterschaft (Finale)   | Mi., 23. Dezember 1936  | FLU  | FLA  | 4 : 1             |
| 76.  | Staatsmeisterschaft (Finale)   | So., 27. Dezember 1936  | FLU  | FLA  | 1 : 1             |
| 77.  | Freundschaftsspiel             | So., 27. Juni 1937      | FLU  | FLA  | 4 : 3             |
| 78.  | Torneio Aberto                 | Di., 27. Juli 1937      | FLU  | FLA  | 4 : 1             |
| 79.  | Staatsmeisterschaft            | Sa., 27. November 1937  | FLU  | FLA  | 1 : 0             |
| 80.  | Staatsmeisterschaft            | Mi., 26. Januar 1938    | FLA  | FLU  | 1 : 1             |
| 81.  | Torneio Início                 | So., 10. April 1938     | FLU  | FLA  | 1 : 0             |
| 82.  | Torneio Municipal              | So., 8. Mai 1938        | FLU  | FLA  | 1 : 0             |
| 83.  | Torneio Municipal              | Fr., 10. Juni 1938      | FLA  | FLU  | 0 : 3             |
| 84.  | Staatsmeisterschaft            | So., 11. September 1938 | FLA  | FLU  | 0 : 2             |
| 85.  | Staatsmeisterschaft            | So., 20. November 1938  | FLU  | FLA  | 2 : 5             |
| 86.  | Staatsmeisterschaft            | So., 14. Mai 1939       | FLU  | FLA  | 2 : 2             |
| 87.  | Staatsmeisterschaft            | Sa., 5. August 1939     | FLA  | FLU  | 2 : 1             |
| 88.  | Staatsmeisterschaft            | Mo., 4. September 1939  | FLA  | FLU  | 2 : 1             |
| 89.  | Staatsmeisterschaft            | So., 2. Juni 1940       | FLU  | FLA  | 1 : 2             |
| 90.  | Torneio Rio-Sao-Pãulo          | Sa., 3. August 1940     | FLU  | FLA  | 2 : 1             |
| 91.  | Staatsmeisterschaft            | Mi., 30. Oktober 1940   | FLA  | FLU  | 2 : 1             |
| 92.  | Freundschaftsspiel             | Sa., 25. Januar 1941    | FLU  | FLA  | 3 : 2             |
| 93.  | Freundschaftsspiel             | So., 20. April 1941     | FLU  | FLA  | 1 : 1             |
| 94.  | Torneio Início                 | So., 27. April 1941     | FLU  | FLA  | 1 : 1 (2:0 i. E.) |
| 95.  | Staatsmeisterschaft            | So., 25. Mai 1941       | FLU  | FLA  | 1 : 3             |
| 96.  | Staatsmeisterschaft            | So., 27. Juli 1941      | FLA  | FLU  | 4 : 1             |
| 97.  | Staatsmeisterschaft            | So., 19. Oktober 1941   | FLU  | FLA  | 4 : 2             |
| 98.  | Staatsmeisterschaft            | So., 23. November 1941  | FLA  | FLU  | 2 : 2             |
| 99.  | Torneio Quinela de Ouro        | Do., 12. März 1942      | FLA  | FLU  | 0 : 0             |
| 100. | Staatsmeisterschaft            | So., 7. Juni 1942       | FLA  | FLU  | 1 : 2             |

### Derbys Nr. 101–150
| Nr.  | Wettbewerb                             | Datum                   | Heim | Gast | Ergebnis |
| ---- | -------------------------------------- | ----------------------- | ---- | ---- | -------- |
| 101. | Staatsmeisterschaft                    | So., 9. August 1942     | FLA  | FLU  | 1 : 0    |
| 102. | Staatsmeisterschaft                    | So., 11. Oktober 1942   | FLU  | FLA  | 1 : 1    |
| 103. | Freundschaftsspiel                     | So., 15. November 1942  | FLU  | FLA  | 1 : 1    |
| 104. | Torneio Relâmpago                      | Mi., 24. März 1943      | FLU  | FLA  | 5 : 1    |
| 105. | Freundschaftsspiel                     | So., 4. April 1943      | FLU  | FLA  | 0 : 1    |
| 106. | Torneio Municipal                      | Sa., 8. Mai 1943        | FLU  | FLA  | 3 : 1    |
| 107. | Staatsmeisterschaft                    | So., 11. Juli 1943      | FLU  | FLA  | 0 : 2    |
| 108. | Staatsmeisterschaft                    | So., 12. September 1943 | FLA  | FLU  | 2 : 2    |
| 109. | Torneio Relâmpago                      | So., 12. März 1944      | FLA  | FLU  | 3 : 1    |
| 110. | Torneio Municipal                      | Sa., 17. Juni 1944      | FLU  | FLA  | 1 : 0    |
| 111. | Staatsmeisterschaft                    | Sa., 19. August 1944    | FLU  | FLA  | 0 : 0    |
| 112. | Staatsmeisterschaft                    | So., 22. Oktober 1944   | FLA  | FLU  | 6 : 1    |
| 113. | Torneio Relâmpago                      | Mi., 11. April 1945     | FLU  | FLA  | 4 : 0    |
| 114. | Torneio Municipal                      | So., 10. Juni 1945      | FLA  | FLU  | 7 : 0    |
| 115. | Staatsmeisterschaft                    | So., 9. September 1945  | FLA  | FLU  | 2 : 1    |
| 116. | Staatsmeisterschaft                    | Sa., 10. November 1945  | FLU  | FLA  | 1 : 1    |
| 117. | Torneio Relâmpago                      | So., 17. März 1946      | FLA  | FLU  | 2 : 3    |
| 118. | Torneio Municipal                      | Sa., 15. Juni 1946      | FLU  | FLA  | 3 : 1    |
| 119. | Staatsmeisterschaft                    | So., 1. September 1946  | FLU  | FLA  | 2 : 5    |
| 120. | Staatsmeisterschaft                    | So., 10. November 1946  | FLA  | FLU  | 2 : 5    |
| 121. | Staatsmeisterschaft                    | Sa., 16. November 1946  | FLU  | FLA  | 1 : 1    |
| 122. | Staatsmeisterschaft                    | Sa., 7. Dezember 1946   | FLU  | FLA  | 4 : 1    |
| 123. | Torneio Municipal                      | So., 1. Juni 1947       | FLA  | FLU  | 2 : 1    |
| 124. | Freundschaftsspiel                     | So., 13. Juli 1947      | FLA  | FLU  | 1 : 1    |
| 125. | Staatsmeisterschaft                    | So., 21. September 1947 | FLU  | FLA  | 3 : 3    |
| 126. | Staatsmeisterschaft                    | Sa., 6. Dezember 1947   | FLA  | FLU  | 1 : 1    |
| 127. | Torneio Municipal                      | So., 23. Mai 1948       | FLU  | FLA  | 1 : 1    |
| 128. | Staatsmeisterschaft                    | So., 29. August 1948    | FLU  | FLA  | 1 : 1    |
| 129. | Staatsmeisterschaft                    | So., 21. November 1948  | FLA  | FLU  | 2 : 1    |
| 130. | Taça Prefeíto Acrisio Moreira da Rocha | Do., 6. Januar 1949     | FLA  | FLU  | 2 : 5    |
| 131. | Freundschaftsspiel                     | Sa., 8. Januar 1949     | FLA  | FLU  | 5 : 0    |
| 132. | Freundschaftsspiel                     | Mi., 18. Mai 1949       | FLU  | FLA  | 0 : 3    |
| 133. | Freundschaftsspiel                     | So., 5. Juni 1949       | FLA  | FLU  | 1 : 1    |
| 134. | Staatsmeisterschaft                    | So., 11. September 1949 | FLU  | FLA  | 2 : 1    |
| 135. | Staatsmeisterschaft                    | So., 4. Dezember 1949   | FLA  | FLU  | 1 : 1    |
| 136. | Torneio Rio-São Paulo                  | Di., 24. Januar 1950    | FLA  | FLU  | 2 : 1    |
| 137. | Staatsmeisterschaft                    | So., 22. Oktober 1950   | FLA  | FLU  | 1 : 2    |
| 138. | Staatsmeisterschaft                    | Sa., 13. Januar 1951    | FLA  | FLU  | 5 : 2    |
| 139. | Torneio Municipal                      | Sa., 26. Mai 1951       | FLU  | FLA  | 2 : 1    |
| 140. | Torneio Início                         | So., 29. Juli 1951      | FLA  | FLU  | 2 : 0    |
| 141. | Staatsmeisterschaft                    | So., 14. Oktober 1951   | FLA  | FLU  | 0 : 1    |
| 142. | Staatsmeisterschaft                    | So., 25. November 1951  | FLU  | FLA  | 1 : 0    |
| 143. | Torneio Rio-São Paulo                  | Mi., 19. März 1952      | FLA  | FLU  | 2 : 3    |
| 144. | Staatsmeisterschaft                    | So., 5. Oktober 1952    | FLU  | FLA  | 0 : 3    |
| 145. | Staatsmeisterschaft                    | Di., 20. Januar 1953    | FLA  | FLU  | 3 : 1    |
| 146. | Torneio Rio-São Paulo                  | So., 17. Mai 1953       | FLU  | FLA  | 1 : 1    |
| 147. | Staatsmeisterschaft                    | So., 16. August 1953    | FLU  | FLA  | 3 : 2    |
| 148. | Staatsmeisterschaft                    | So., 6. Dezember 1953   | FLA  | FLU  | 2 : 1    |
| 149. | Staatsmeisterschaft                    | Di., 22. Dezember 1953  | FLA  | FLU  | 2 : 1    |
| 150. | Torneio Rio-São Paulo                  | Mi., 23. Juni 1954      | FLU  | FLA  | 1 : 0    |

### Derbys Nr. 151–200
| Nr.  | Wettbewerb                                | Datum                   | Heim | Gast | Ergebnis          |
| ---- | ----------------------------------------- | ----------------------- | ---- | ---- | ----------------- |
| 151. | Torneio Triangular Internacional (Finale) | So., 1. August 1954     | FLA  | FLU  | 5 : 2             |
| 152. | Torneio Início                            | So., 15. August 1954    | FLU  | FLA  | 1 : 0             |
| 153. | Staatsmeisterschaft                       | So., 24. Oktober 1954   | FLU  | FLA  | 0 : 0             |
| 154. | Staatsmeisterschaft                       | So., 19. Dezember 1954  | FLA  | FLU  | 0 : 3             |
| 155. | Staatsmeisterschaft                       | So., 30. Januar 1955    | FLU  | FLA  | 3 : 3             |
| 156. | Torneio Rio-São Paulo                     | Do., 14. April 1955     | FLA  | FLU  | 1 : 3             |
| 157. | Staatsmeisterschaft                       | So., 11. September 1955 | FLA  | FLU  | 1 : 2             |
| 158. | Staatsmeisterschaft                       | So., 18. Dezember 1955  | FLU  | FLA  | 1 : 6             |
| 159. | Staatsmeisterschaft                       | Mi., 29. Februar 1956   | FLU  | FLA  | 3 : 2             |
| 160. | Staatsmeisterschaft                       | So., 16. September 1956 | FLU  | FLA  | 0 : 1             |
| 161. | Staatsmeisterschaft                       | So., 9. Dezember 1956   | FLA  | FLU  | 1 : 0             |
| 162. | Taça Brasília (Finale)                    | Mi., 1. Mai 1957        | FLA  | FLU  | 4 : 1             |
| 163. | Torneio Rio-São Paulo                     | Do., 16. Mai 1957       | FLA  | FLU  | 1 : 2             |
| 164. | Staatsmeisterschaft                       | So., 8. September 1957  | FLA  | FLU  | 1 : 3             |
| 165. | Staatsmeisterschaft                       | So., 8. Dezember 1957   | FLU  | FLA  | 2 : 1             |
| 166. | Torneio Rio-São Paulo                     | Do., 27. März 1958      | FLU  | FLA  | 0 : 1             |
| 167. | Staatsmeisterschaft                       | Sa., 27. September 1958 | FLA  | FLU  | 2 : 1             |
| 168. | Staatsmeisterschaft                       | Mo., 3. November 1958   | FLU  | FLA  | 3 : 1             |
| 169. | Torneio Rio-São Paulo                     | Do., 23. April 1959     | FLA  | FLU  | 2 : 0             |
| 170. | Staatsmeisterschaft                       | So., 23. August 1959    | FLA  | FLU  | 0 : 0             |
| 171. | Staatsmeisterschaft                       | So., 22. November 1959  | FLU  | FLA  | 2 : 0             |
| 172. | Torneio Rio-São Paulo                     | Mi., 6. April 1960      | FLU  | FLA  | 1 : 2             |
| 173. | Torneio Início                            | So., 17. Juli 1960      | FLU  | FLA  | 0 : 0 (6:3 i. E.) |
| 174. | Staatsmeisterschaft                       | So., 11. September 1960 | FLA  | FLU  | 1 : 1             |
| 175. | Staatsmeisterschaft                       | So., 20. November 1960  | FLU  | FLA  | 1 : 3             |
| 176. | Torneio Rio-São Paulo                     | Do., 16. März 1961      | FLA  | FLU  | 0 : 2             |
| 177. | Staatsmeisterschaft                       | So., 20. August 1961    | FLU  | FLA  | 4 : 3             |
| 178. | Staatsmeisterschaft                       | So., 1. Oktober 1961    | FLA  | FLU  | 0 : 0             |
| 179. | Staatsmeisterschaft                       | Sa., 2. Dezember 1961   | FLU  | FLA  | 1 : 4             |
| 180. | Torneio Rio-São Paulo                     | Do., 15. Februar 1962   | FLU  | FLA  | 0 : 1             |
| 181. | Staatsmeisterschaft                       | Fr., 29. Juni 1962      | FLA  | FLU  | 1 : 0             |
| 182. | Staatsmeisterschaft                       | So., 28. Oktober 1962   | FLU  | FLA  | 0 : 1             |
| 183. | Torneio Rio-São Paulo                     | Do., 14. März 1963      | FLA  | FLU  | 2 : 0             |
| 184. | Staatsmeisterschaft                       | So., 22. September 1963 | FLU  | FLA  | 0 : 0             |
| 185. | Staatsmeisterschaft                       | So., 15. Dezember 1963  | FLA  | FLU  | 0 : 0             |
| 186. | Torneio Rio-São Paulo                     | Mi., 22. April 1964     | FLU  | FLA  | 1 : 1             |
| 187. | Staatsmeisterschaft                       | So., 2. August 1964     | FLU  | FLA  | 1 : 0             |
| 188. | Staatsmeisterschaft                       | Di., 18. Oktober 1964   | FLA  | FLU  | 3 : 3             |
| 189. | Torneio Rio-São Paulo                     | Mi., 17. März 1965      | FLA  | FLU  | 1 : 0             |
| 190. | Torneio Rio-São Paulo                     | Mi., 28. April 1965     | FLU  | FLA  | 0 : 0             |
| 191. | Taça Guanabara                            | So., 8. August 1965     | FLA  | FLU  | 0 : 0             |
| 192. | Taça Guanabara                            | Mi., 1. September 1965  | FLU  | FLA  | 2 : 2             |
| 193. | Torneio Início                            | Di., 7. September 1965  | FLU  | FLA  | 2 : 2 (4:2 i. E.) |
| 194. | Staatsmeisterschaft                       | So., 24. Oktober 1965   | FLU  | FLA  | 0 : 0             |
| 195. | Staatsmeisterschaft                       | So., 12. Dezember 1965  | FLA  | FLU  | 2 : 1             |
| 196. | Torneio Rio-São Paulo                     | So., 20. März 1966      | FLU  | FLA  | 1 : 4             |
| 197. | Freundschaftsspiel                        | Sa., 11. Mai 1966       | FLA  | FLU  | 3 : 2             |
| 198. | Taça Guanabara                            | So., 28. August 1966    | FLA  | FLU  | 2 : 2             |
| 199. | Taça Guanabara (Finale)                   | Mi., 7. September 1966  | FLU  | FLA  | 3 : 1             |
| 200. | Staatsmeisterschaft                       | So., 23. Oktober 1966   | FLU  | FLA  | 0 : 2             |

### Derbys Nr. 201–250
| Nr.  | Wettbewerb                        | Datum                   | Heim | Gast | Ergebnis          |
| ---- | --------------------------------- | ----------------------- | ---- | ---- | ----------------- |
| 201. | Staatsmeisterschaft               | So., 27. November 1966  | FLA  | FLU  | 1 : 1             |
| 202. | Torneio Roberto Gomes Pedrosa     | Sa., 13. Mai 1967       | FLA  | FLU  | 1 : 1             |
| 203. | Taça Guanabara                    | Fr., 4. August 1967     | FLU  | FLA  | 1 : 2             |
| 204. | Staatsmeisterschaft               | So., 29. Oktober 1967   | FLA  | FLU  | 3 : 1             |
| 205. | Staatsmeisterschaft               | Sa., 16. Dezember 1967  | FLU  | FLA  | 1 : 4             |
| 206. | Staatsmeisterschaft               | Sa., 20. April 1968     | FLA  | FLU  | 4 : 2             |
| 207. | Staatsmeisterschaft               | Sa., 5. Mai 1968        | FLU  | FLA  | 0 : 1             |
| 208. | Taça Guanabara                    | So., 11. August 1968    | FLA  | FLU  | 2 : 1             |
| 209. | Torneio Roberto Gomes Pedrosa     | So., 13. Oktober 1968   | FLU  | FLA  | 1 : 0             |
| 210. | Staatsmeisterschaft               | Do., 1. Mai 1969        | FLU  | FLA  | 0 : 0             |
| 211. | Staatsmeisterschaft (Finale)      | So., 15. Juni 1969      | FLU  | FLA  | 3 : 2             |
| 212. | Taça Guanabara                    | So., 27. Juli 1969      | FLA  | FLU  | 2 : 1             |
| 213. | Taça Guanabara                    | So., 10. August 1969    | FLU  | FLA  | 0 : 0             |
| 214. | Torneio Roberto Gomes Pedrosa     | So., 28. September 1969 | FLA  | FLU  | 1 : 4             |
| 215. | Taça Guanabara                    | So., 19. April 1970     | FLU  | FLA  | 0 : 1             |
| 216. | Taça Guanabara                    | So., 31. Mai 1970       | FLA  | FLU  | 1 : 1             |
| 217. | Staatsmeisterschaft               | So., 2. August 1970     | FLA  | FLU  | 2 : 0             |
| 218. | Staatsmeisterschaft               | So., 6. September 1970  | FLA  | FLU  | 0 : 2             |
| 219. | Torneio Roberto Gomes Pedrosa     | So., 22. November 1970  | FLU  | FLA  | 1 : 1             |
| 220. | Staatsmeisterschaft               | So., 4. April 1971      | FLA  | FLU  | 0 : 0             |
| 221. | Staatsmeisterschaft               | Sa., 15. Mai 1971       | FLA  | FLU  | 1 : 1             |
| 222. | Staatsmeisterschaft               | So., 20. Juni 1971      | FLA  | FLU  | 0 : 2             |
| 223. | Taça Guanabara                    | So., 1. August 1971     | FLU  | FLA  | 3 : 1             |
| 224. | Brasilianische Meisterschaft 1971 | So., 10. Oktober 1971   | FLA  | FLU  | 0 : 1             |
| 225. | Freundschaftsspiel                | So., 28. November 1971  | FLA  | FLU  | 1 : 1             |
| 226. | Freundschaftsspiel                | So., 12. Dezember 1971  | FLU  | FLA  | 4 : 1             |
| 227. | Staatsmeisterschaft               | So., 23. April 1972     | FLA  | FLU  | 5 : 2             |
| 228. | Staatsmeisterschaft               | So., 23. Juli 1972      | FLU  | FLA  | 1 : 0             |
| 229. | Staatsmeisterschaft               | So., 27. August 1972    | FLA  | FLU  | 0 : 0             |
| 230. | Staatsmeisterschaft               | Do., 7. September 1972  | FLU  | FLA  | 1 : 2             |
| 231. | Brasilianische Meisterschaft 1972 | So., 29. Oktober 1972   | FLA  | FLU  | 0 : 1             |
| 232. | Staatsmeisterschaft               | Di., 1. Mai 1973        | FLU  | FLA  | 1 : 2             |
| 233. | Staatsmeisterschaft               | So., 15. Juli 1973      | FLA  | FLU  | 0 : 0             |
| 234. | Staatsmeisterschaft               | So., 29. Juli 1973      | FLU  | FLA  | 1 : 0             |
| 235. | Staatsmeisterschaft (Finale)      | Mi., 22. August 1973    | FLU  | FLA  | 4 : 2             |
| 236. | Brasilianische Meisterschaft 1973 | So., 2. Dezember 1973   | FLU  | FLA  | 2 : 1             |
| 237. | Taça Presidente Médici (Finale)   | So., 27. Januar 1974    | FLA  | FLU  | 0 : 0 (4:5 i. E.) |
| 238. | Brasilianische Meisterschaft 1974 | So., 19. Mai 1974       | FLA  | FLU  | 0 : 0             |
| 239. | Staatsmeisterschaft               | So., 1. September 1974  | FLU  | FLA  | 2 : 1             |
| 240. | Staatsmeisterschaft               | Fr., 1. November 1974   | FLA  | FLU  | 0 : 0             |
| 241. | Staatsmeisterschaft               | Sa., 30. November 1974  | FLU  | FLA  | 1 : 2             |
| 242. | Troféu João Havelange (Finale)    | So., 23. Februar 1975   | FLA  | FLU  | 0 : 0 (5:4 i. E.) |
| 243. | Staatsmeisterschaft               | Sa., 12. April 1975     | FLU  | FLA  | 1 : 1             |
| 244. | Staatsmeisterschaft               | So., 18. Mai 1975       | FLA  | FLU  | 2 : 1             |
| 245. | Staatsmeisterschaft               | So., 3. August 1975     | FLU  | FLA  | 1 : 2             |
| 246. | Brasilianische Meisterschaft 1975 | So., 2. November 1975   | FLA  | FLU  | 0 : 3             |
| 247. | Taça Nelson Rodrigues (Finale)    | So., 7. März 1976       | FLU  | FLA  | 1 : 4             |
| 248. | Staatsmeisterschaft               | So., 16. Mai 1976       | FLA  | FLU  | 0 : 0             |
| 249. | Staatsmeisterschaft               | So., 18. Juli 1976      | FLU  | FLA  | 1 : 1             |
| 250. | Staatsmeisterschaft               | So., 1. August 1976     | FLA  | FLU  | 1 : 1             |

### Derbys Nr. 251–300
| Nr.  | Wettbewerb                        | Datum                   | Heim | Gast | Ergebnis          |
| ---- | --------------------------------- | ----------------------- | ---- | ---- | ----------------- |
| 251. | Brasilianische Meisterschaft 1976 | So., 7. November 1976   | FLU  | FLA  | 1 : 0             |
| 252. | Freundschaftsspiel                | Sa., 5. Februar 1977    | FLA  | FLU  | 3 : 1             |
| 253. | Staatsmeisterschaft               | So., 22. Mai 1977       | FLU  | FLA  | 0 : 2             |
| 254. | Taça Prefeito Mello Reis (Finale) | Mo., 25. Juli 1977      | FLA  | FLU  | 1 : 2             |
| 255. | Staatsmeisterschaft               | So., 28. August 1977    | FLA  | FLU  | 2 : 0             |
| 256. | Brasilianische Meisterschaft 1977 | Di., 15. November 1977  | FLU  | FLA  | 2 : 1             |
| 257. | Brasilianische Meisterschaft 1978 | So., 26. März 1978      | FLA  | FLU  | 1 : 0             |
| 258. | Trofeo Teresa Herrera             | Sa., 12. August 1978    | FLA  | FLU  | 0 : 0 (3:1 i. E.) |
| 259. | Staatsmeisterschaft               | So., 15. Oktober 1978   | FLA  | FLU  | 0 : 2             |
| 260. | Staatsmeisterschaft               | So., 5. November 1978   | FLA  | FLU  | 4 : 0             |
| 261. | Freundschaftsspiel                | So., 10. Dezember 1978  | FLU  | FLA  | 1 : 2             |
| 262. | Staatsmeisterschaft               | So., 11. März 1979      | FLA  | FLU  | 1 : 1             |
| 263. | Staatsmeisterschaft               | So., 22. April 1979     | FLU  | FLA  | 1 : 1             |
| 264. | Staatsmeisterschaft               | So., 24. Juni 1979      | FLA  | FLU  | 2 : 1             |
| 265. | Staatsmeisterschaft               | So., 23. September 1979 | FLU  | FLA  | 0 : 1             |
| 266. | Staatsmeisterschaft               | So., 14. Oktober 1979   | FLA  | FLU  | 0 : 3             |
| 267. | Taça Guanabara                    | So., 13. Juli 1980      | FLU  | FLA  | 0 : 2             |
| 268. | Staatsmeisterschaft               | So., 14. September 1980 | FLA  | FLU  | 1 : 1             |
| 269. | Staatsmeisterschaft               | So., 2. November 1980   | FLU  | FLA  | 2 : 2             |
| 270. | Staatsmeisterschaft               | So., 28. Juni 1981      | FLU  | FLA  | 2 : 1             |
| 271. | Staatsmeisterschaft               | Mo., 7. September 1981  | FLU  | FLA  | 1 : 1             |
| 272. | Staatsmeisterschaft               | So., 15. November 1981  | FLA  | FLU  | 3 : 1             |
| 273. | Staatsmeisterschaft               | So., 29. August 1982    | FLA  | FLU  | 3 : 0             |
| 274. | Staatsmeisterschaft               | So., 31. Oktober 1982   | FLU  | FLA  | 1 : 0             |
| 275. | Staatsmeisterschaft               | So., 17. Juli 1983      | FLA  | FLU  | 0 : 0             |
| 276. | Staatsmeisterschaft               | So., 2. Oktober 1983    | FLU  | FLA  | 1 : 3             |
| 277. | Staatsmeisterschaft               | So., 11. Dezember 1983  | FLA  | FLU  | 0 : 1             |
| 278. | Staatsmeisterschaft               | So., 23. September 1984 | FLA  | FLU  | 1 : 0             |
| 279. | Staatsmeisterschaft               | Sa., 1. Dezember 1984   | FLU  | FLA  | 2 : 1             |
| 280. | Staatsmeisterschaft               | So., 16. Dezember 1984  | FLU  | FLA  | 1 : 0             |
| 281. | Brasilianische Meisterschaft 1985 | Mi., 27. Februar 1985   | FLA  | FLU  | 0 : 0             |
| 282. | Brasilianische Meisterschaft 1985 | So., 7. April 1985      | FLU  | FLA  | 1 : 1             |
| 283. | Staatsmeisterschaft               | So., 22. September 1985 | FLA  | FLU  | 0 : 0             |
| 284. | Staatsmeisterschaft               | So., 17. November 1985  | FLU  | FLA  | 1 : 1             |
| 285. | Staatsmeisterschaft               | Mi., 11. Dezember 1985  | FLA  | FLU  | 1 : 1             |
| 286. | Staatsmeisterschaft               | So., 16. Februar 1986   | FLU  | FLA  | 1 : 4             |
| 287. | Staatsmeisterschaft               | So., 13. Juli 1986      | FLA  | FLU  | 1 : 0             |
| 288. | Brasilianische Meisterschaft 1986 | So., 19. Oktober 1986   | FLU  | FLA  | 0 : 0             |
| 289. | Brasilianische Meisterschaft 1986 | So., 30. November 1986  | FLA  | FLU  | 0 : 1             |
| 290. | Staatsmeisterschaft               | So., 5. April 1987      | FLU  | FLA  | 0 : 0             |
| 291. | Staatsmeisterschaft               | So., 21. Juni 1987      | FLU  | FLA  | 1 : 1             |
| 292. | Staatsmeisterschaft               | Mo., 27. Juli 1987      | FLA  | FLU  | 1 : 0             |
| 293. | Brasilianische Meisterschaft 1987 | So., 4. Oktober 1987    | FLU  | FLA  | 1 : 0             |
| 294. | Staatsmeisterschaft               | So., 27. März 1988      | FLA  | FLU  | 0 : 1             |
| 295. | Staatsmeisterschaft               | So., 22. Mai 1988       | FLU  | FLA  | 0 : 0             |
| 296. | Staatsmeisterschaft               | Sa., 4. Juni 1988       | FLA  | FLU  | 0 : 0             |
| 297. | Brasilianische Meisterschaft 1988 | Mi., 30. November 1988  | FLU  | FLA  | 0 : 1             |
| 298. | Staatsmeisterschaft               | So., 9. April 1989      | FLA  | FLU  | 4 : 0             |
| 299. | Staatsmeisterschaft               | So., 4. Juni 1989       | FLU  | FLA  | 0 : 1             |
| 300. | Brasilianische Meisterschaft 1989 | Sa., 2. Dezember 1989   | FLU  | FLA  | 0 : 5             |

### Derbys Nr. 301–350
| Nr.  | Wettbewerb                              | Datum                   | Heim | Gast | Ergebnis          |
| ---- | --------------------------------------- | ----------------------- | ---- | ---- | ----------------- |
| 301. | Staatsmeisterschaft                     | So., 4. Februar 1990    | FLA  | FLU  | 1 : 1             |
| 302. | Staatsmeisterschaft                     | So., 8. April 1990      | FLU  | FLA  | 1 : 0             |
| 303. | Brasilianische Meisterschaft 1990       | So., 21. Oktober 1990   | FLU  | FLA  | 1 : 2             |
| 304. | Brasilianische Meisterschaft 1991       | So., 7. April 1991      | FLA  | FLU  | 2 : 1             |
| 305. | Staatspokal                             | So., 23. Mai 1991       | FLU  | FLA  | 1 : 2             |
| 306. | Staatsmeisterschaft                     | So., 1. September 1991  | FLA  | FLU  | 1 : 2             |
| 307. | Staatsmeisterschaft                     | So., 10. November 1991  | FLU  | FLA  | 0 : 0             |
| 308. | Staatsmeisterschaft (Finale)            | So., 15. Dezember 1991  | FLA  | FLU  | 1 : 1             |
| 309. | Staatsmeisterschaft (Finale)            | Do., 19. Dezember 1991  | FLU  | FLA  | 2 : 4             |
| 310. | Brasilianische Meisterschaft 1992       | So., 19. April 1992     | FLA  | FLU  | 1 : 1             |
| 311. | Staatspokal                             | Mo., 20. Juli 1992      | FLA  | FLU  | 1 : 2             |
| 312. | Staatsmeisterschaft                     | So., 20. September 1992 | FLU  | FLA  | 1 : 2             |
| 313. | Staatsmeisterschaft                     | So., 22. November 1992  | FLA  | FLU  | 0 : 1             |
| 314. | Staatsmeisterschaft                     | So., 14. März 1993      | FLU  | FLA  | 2 : 1             |
| 315. | Staatsmeisterschaft                     | So., 25. April 1993     | FLA  | FLU  | 3 : 2             |
| 316. | Torneio Rio-São Paulo                   | Mi., 23. Juni 1993      | FLU  | FLA  | 1 : 1             |
| 317. | Torneio Rio-São Paulo                   | Di., 13. Juli 1993      | FLU  | FLA  | 3 : 2             |
| 318. | Staatspokal                             | Fr., 1. Oktober 1993    | FLU  | FLA  | 1 : 1             |
| 319. | Staatsmeisterschaft                     | So., 13. März 1994      | FLU  | FLA  | 4 : 2             |
| 320. | Staatsmeisterschaft                     | Fr., 8. April 1994      | FLU  | FLA  | 1 : 3             |
| 321. | Staatsmeisterschaft (Taça Ayrton Senna) | So., 8. Mai 1994        | FLU  | FLA  | 2 : 0             |
| 322. | Brasilianische Meisterschaft 1994       | Mi., 16. November 1994  | FLU  | FLA  | 3 : 0             |
| 323. | Staatsmeisterschaft                     | Do., 12. Februar 1995   | FLU  | FLA  | 0 : 0             |
| 324. | Staatsmeisterschaft                     | So., 12. März 1995      | FLU  | FLA  | 3 : 1             |
| 325. | Staatsmeisterschaft                     | So., 30. April 1995     | FLU  | FLA  | 4 : 3             |
| 326. | Staatsmeisterschaft                     | So., 25. Juni 1995      | FLU  | FLA  | 3 : 2             |
| 327. | Brasilianische Meisterschaft 1995       | Mi., 18. Oktober 1995   | FLA  | FLU  | 0 : 0             |
| 328. | Taça Cidade Maravilhosa                 | So., 11. Februar 1996   | FLU  | FLA  | 1 : 2             |
| 329. | Staatsmeisterschaft                     | So., 21. April 1996     | FLU  | FLA  | 2 : 2             |
| 330. | Staatsmeisterschaft                     | So., 16. Juni 1996      | FLU  | FLA  | 0 : 1             |
| 331. | Brasilianische Meisterschaft 1996       | So., 17. November 1996  | FLU  | FLA  | 1 : 3             |
| 332. | Staatsmeisterschaft                     | So., 16. März 1997      | FLU  | FLA  | 1 : 1             |
| 333. | Staatsmeisterschaft                     | So., 20. April 1997     | FLU  | FLA  | 3 : 2             |
| 334. | Staatsmeisterschaft                     | Sa., 17. Mai 1997       | FLU  | FLA  | 2 : 0             |
| 335. | Torneio Quadrangular de Brasília        | Sa., 7. Juni 1997       | FLA  | FLU  | 2 : 1             |
| 336. | Brasilianische Meisterschaft 1997       | Do., 11. September 1997 | FLU  | FLA  | 1 : 2             |
| 337. | Torneio Rio-São Paulo                   | Sa., 31. Januar 1998    | FLA  | FLU  | 0 : 0             |
| 338. | Torneio Rio-São Paulo                   | Sa., 14. Februar 1998   | FLA  | FLU  | 2 : 2             |
| 339. | Staatsmeisterschaft                     | So., 22. März 1998      | FLU  | FLA  | 0 : 0             |
| ---  | Staatsmeisterschaft                     | Mi., 13. Mai 1998       | FLA  | FLU  | doppelter w.o.    |
| 340. | Troféu São Sebastião (Finale)           | Mi., 20. Januar 1999    | FLA  | FLU  | 5 : 3             |
| 341. | Staatsmeisterschaft                     | So., 4. April 1999      | FLU  | FLA  | 1 : 1             |
| 342. | Staatsmeisterschaft                     | So., 23. Mai 1999       | FLU  | FLA  | 2 : 0             |
| 343. | Troféu São Sebastião (Finale)           | Do., 20. Januar 2000    | FLA  | FLU  | 1 : 0             |
| 344. | Staatsmeisterschaft                     | So., 16. April 2000     | FLA  | FLU  | 2 : 1             |
| 345. | Staatsmeisterschaft                     | So., 7. Mai 2000        | FLU  | FLA  | 2 : 3             |
| 346. | Brasilianische Meisterschaft 2000       | So., 5. November 2000   | FLA  | FLU  | 1 : 1             |
| 347. | Staatsmeisterschaft                     | Sa., 3. März 2001       | FLA  | FLU  | 1 : 1 (5:3 i. E.) |
| 348. | Staatsmeisterschaft                     | So., 6. Mai 2001        | FLA  | FLU  | 2 : 0             |
| 349. | Brasilianische Meisterschaft 2001       | Sa., 3. November 2001   | FLA  | FLU  | 0 : 1             |
| 350. | Staatsmeisterschaft                     | Do., 21. März 2002      | FLA  | FLU  | 0 : 0             |

1. ↑  Die Rio-Staatsmeisterschaft von 1998 war von häufigen Spielplanänderungen und Terminverlegungen gekennzeichnet. So hat der Landesverband FERJ unter anderem die zum 13. Mai 1998 anstehende Derbypartie kurzfristig in das Moça Bonita-Stadion des Bangu AC verlegt. Weder Flamengo noch Fluminense haben das akzeptiert und sind zu dem Spiel nicht angetreten. Die FERJ hat darauf die Partie am grünen Tisch mit einem doppelten Walkover mit jeweils einem 0:2 und vollem Punkteverlust gegen beide Teams gewertet. Vgl. rsssfbrasil.com (Rio de Janeiro 1998). In dieser Statistik wird dieses ausgefallene Derby nicht berücksichtigt.

### Derbys Nr. 351–400
| Nr.  | Wettbewerb                        | Datum                   | Heim | Gast | Ergebnis          |
| ---- | --------------------------------- | ----------------------- | ---- | ---- | ----------------- |
| 351. | Torneio Rio-São Paulo             | So., 7. April 2002      | FLU  | FLA  | 2 : 1             |
| 352. | Staatsmeisterschaft               | So., 5. Mai 2002        | FLU  | FLA  | 1 : 2             |
| 353. | Staatsmeisterschaft               | So., 9. Juni 2002       | FLA  | FLU  | 1 : 4             |
| 354. | Brasilianische Meisterschaft 2002 | Mi., 4. September 2002  | FLA  | FLU  | 5 : 2             |
| 355. | Staatsmeisterschaft               | So., 9. Februar 2003    | FLA  | FLU  | 0 : 3             |
| 356. | Staatsmeisterschaft               | Do., 8. März 2003       | FLU  | FLA  | 1 : 1             |
| 357. | Staatsmeisterschaft               | Sa., 15. März 2003      | FLU  | FLA  | 4 : 0             |
| 358. | Brasilianische Meisterschaft 2003 | So., 13. April 2003     | FLA  | FLU  | 4 : 1             |
| 359. | Brasilianische Meisterschaft 2003 | So., 17. August 2003    | FLU  | FLA  | 0 : 1             |
| 360. | Staatsmeisterschaft               | So., 1. Februar 2004    | FLA  | FLU  | 4 : 3             |
| 361. | Staatsmeisterschaft               | Sa., 21. Februar 2004   | FLA  | FLU  | 3 : 2             |
| 362. | Brasilianische Meisterschaft 2004 | So., 23. Mai 2004       | FLA  | FLU  | 1 : 2             |
| 363. | Brasilianische Meisterschaft 2004 | So., 12. September 2004 | FLU  | FLA  | 2 : 1             |
| 364. | Staatsmeisterschaft               | Sa., 5. Februar 2005    | FLU  | FLA  | 2 : 2             |
| 365. | Staatsmeisterschaft               | So., 3. April 2005      | FLU  | FLA  | 4 : 1             |
| 366. | Brasilianische Meisterschaft 2005 | So., 29. Mai 2005       | FLA  | FLU  | 0 : 0             |
| 367. | Brasilianische Meisterschaft 2005 | Mi., 21. September 2005 | FLA  | FLU  | 2 : 2             |
| 368. | Staatsmeisterschaft               | So., 29. Januar 2006    | FLU  | FLA  | 2 : 2             |
| 369. | Brasilianische Meisterschaft 2006 | So., 28. Mai 2006       | FLU  | FLA  | 1 : 0             |
| 370. | Brasilianische Meisterschaft 2006 | Mi., 4. Oktober 2006    | FLA  | FLU  | 4 : 1             |
| 371. | Staatsmeisterschaft               | Do., 29. März 2007      | FLU  | FLA  | 2 : 1             |
| 372. | Brasilianische Meisterschaft 2007 | Do., 16. August 2007    | FLU  | FLA  | 0 : 1             |
| 373. | Brasilianische Meisterschaft 2007 | So., 7. Oktober 2007    | FLA  | FLU  | 0 : 2             |
| 374. | Staatsmeisterschaft               | So., 10. Februar 2008   | FLA  | FLU  | 1 : 4             |
| 375. | Brasilianische Meisterschaft 2008 | So., 1. Mai 2008        | FLU  | FLA  | 0 : 1             |
| 376. | Brasilianische Meisterschaft 2008 | So., 31. August 2008    | FLA  | FLU  | 2 : 2             |
| 377. | Staatsmeisterschaft               | So., 5. April 2009      | FLA  | FLU  | 1 : 1             |
| 378. | Staatsmeisterschaft               | So., 12. April 2009     | FLA  | FLU  | 1 : 0             |
| 379. | Brasilianische Meisterschaft 2009 | So., 28. Juni 2009      | FLU  | FLA  | 0 : 0             |
| 380. | CONMEBOL Copa Sul-Americana 2009  | Mi., 12. August 2009    | FLU  | FLA  | 0 : 0             |
| 381. | CONMEBOL Copa Sul-Americana 2009  | Mi., 26. August 2009    | FLA  | FLU  | 1 : 1             |
| 382. | Brasilianische Meisterschaft 2009 | So., 4. Oktober 2009    | FLA  | FLU  | 2 : 0             |
| 383. | Staatsmeisterschaft               | So., 31. Januar 2010    | FLA  | FLU  | 5 : 3             |
| 384. | Brasilianische Meisterschaft 2010 | Mi., 26. Mai 2010       | FLU  | FLA  | 2 : 1             |
| 385. | Brasilianische Meisterschaft 2010 | So., 19. September 2010 | FLA  | FLU  | 3 : 3             |
| 386. | Staatsmeisterschaft               | So., 13. März 2011      | FLU  | FLA  | 0 : 0             |
| 387. | Staatsmeisterschaft               | So., 24. April 2011     | FLU  | FLA  | 1 : 1 (4:5 i. E.) |
| 388. | Brasilianische Meisterschaft 2011 | So., 10. Juli 2011      | FLU  | FLA  | 0 : 1             |
| 389. | Brasilianische Meisterschaft 2011 | So., 9. Oktober 2011    | FLA  | FLU  | 3 : 2             |
| 390. | Staatsmeisterschaft               | So., 11. März 2012      | FLA  | FLU  | 2 : 0             |
| 391. | Brasilianische Meisterschaft 2012 | So., 8. Juli 2012       | FLU  | FLA  | 1 : 0             |
| 392. | Brasilianische Meisterschaft 2012 | So., 30. September 2012 | FLA  | FLU  | 0 : 1             |
| 393. | Staatsmeisterschaft               | So., 14. April 2013     | FLA  | FLU  | 3 : 1             |
| 394. | Brasilianische Meisterschaft 2013 | So., 11. August 2013    | FLU  | FLA  | 2 : 3             |
| 395. | Brasilianische Meisterschaft 2013 | So., 3. November 2013   | FLA  | FLU  | 1 : 0             |
| 396. | Staatsmeisterschaft               | Sa., 8. Februar 2014    | FLA  | FLU  | 0 : 3             |
| 397. | Brasilianische Meisterschaft 2014 | So., 11. Mai 2014       | FLU  | FLA  | 2 : 0             |
| 398. | Brasilianische Meisterschaft 2014 | So., 21. September 2014 | FLA  | FLU  | 1 : 1             |
| 399. | Staatsmeisterschaft               | So., 5. April 2015      | FLA  | FLU  | 3 : 0             |
| 400. | Brasilianische Meisterschaft 2015 | So., 31. Mai 2015       | FLA  | FLU  | 2 : 3             |

### Derbys ab Nr. 401
| Nr.  | Wettbewerb                        | Datum                   | Heim | Gast | Ergebnis          |
| ---- | --------------------------------- | ----------------------- | ---- | ---- | ----------------- |
| 401. | Brasilianische Meisterschaft 2015 | So., 6. September 2015  | FLU  | FLA  | 1 : 3             |
| 402. | Staatsmeisterschaft               | So., 21. Februar 2016   | FLA  | FLU  | 2 : 1             |
| 403. | Staatsmeisterschaft               | So., 20. März 2016      | FLA  | FLU  | 0 : 0             |
| 404. | Brasilianische Meisterschaft 2016 | So., 26. Juni 2016      | FLA  | FLU  | 1 : 2             |
| 405. | Brasilianische Meisterschaft 2016 | Do., 13. Oktober 2016   | FLU  | FLA  | 1 : 2             |
| 406. | Staatsmeisterschaft               | So., 5. März 2017       | FLU  | FLA  | 3 : 3 (4:2) i. E. |
| 407. | Staatsmeisterschaft               | So., 2. April 2017      | FLU  | FLA  | 1 : 1             |
| 408. | Staatsmeisterschaft               | So., 30. April 2017     | FLU  | FLA  | 0 : 1             |
| 409. | Staatsmeisterschaft               | So., 7. Mai 2017        | FLA  | FLU  | 2 : 1             |
| 410. | Brasilianische Meisterschaft 2017 | So., 18. Juni 2017      | FLU  | FLA  | 2 : 2             |
| 411. | Brasilianische Meisterschaft 2017 | Do., 12. Oktober 2017   | FLA  | FLU  | 1 : 1             |
| 412. | Copa Sudamericana 2017            | Mi., 25. Oktober 2017   | FLU  | FLA  | 0 : 1             |
| 413. | Copa Sudamericana 2017            | Mi., 1. November 2017   | FLA  | FLU  | 3 : 3             |
| 414. | Staatsmeisterschaft               | Sa., 24. Februar 2018   | FLU  | FLA  | 4 : 0             |
| 415. | Staatsmeisterschaft               | Do., 22. März 2018      | FLU  | FLA  | 1 : 1             |
| 416. | Brasilianische Meisterschaft 2018 | Do., 7. Juni 2017       | FLU  | FLA  | 0 : 2             |
| 417. | Brasilianische Meisterschaft 2018 | Sa., 13. Oktober 2018   | FLA  | FLU  | 3 : 0             |
| 418. | Staatsmeisterschaft               | Do., 14. Februar 2019   | FLA  | FLU  | 0 : 1             |
| 419. | Staatsmeisterschaft               | So., 24. März 2019      | FLA  | FLU  | 3 : 2             |
| 420. | Staatsmeisterschaft               | Mi., 27. März 2019      | FLU  | FLA  | 1 : 2             |
| 421. | Staatsmeisterschaft               | Mi., 6. April 2019      | FLA  | FLU  | 1 : 1             |
| 422. | Brasilianische Meisterschaft 2019 | So., 9. Juni 2019       | FLU  | FLA  | 0 : 0             |
| 423. | Brasilianische Meisterschaft 2019 | So., 20. Oktober 2019   | FLA  | FLU  | 2 : 0             |
| 424. | Staatsmeisterschaft               | Mi., 29. Januar 2020    | FLA  | FLU  | 0 : 1             |
| 425. | Staatsmeisterschaft               | Mi., 12. Februar 2020   | FLU  | FLA  | 2 : 3             |
| 426. | Staatsmeisterschaft               | Mi., 8. Juli 2020       | FLU  | FLA  | 1 : 1 (3:2) i. E. |
| 427. | Staatsmeisterschaft               | So., 12. Juli 2020      | FLU  | FLA  | 1 : 2             |
| 428. | Staatsmeisterschaft               | Mi., 15. Juli 2020      | FLA  | FLU  | 1 : 0             |
| 429. | Brasilianische Meisterschaft 2020 | Mi., 9. September 2020  | FLU  | FLA  | 1 : 2             |
| 430. | Brasilianische Meisterschaft 2020 | Mi., 6. Januar 2021     | FLA  | FLU  | 1 : 2             |
| 431. | Staatsmeisterschaft               | So., 14. März 2021      | FLA  | FLU  | 0 : 1             |
| 432. | Staatsmeisterschaft               | Sa., 15. Mai 2021       | FLA  | FLU  | 1 : 1             |
| 433. | Staatsmeisterschaft               | Sa., 22. Mai 2021       | FLA  | FLU  | 3 : 1             |
| 434. | Brasilianische Meisterschaft 2021 | So., 4. Juli 2021       | FLA  | FLU  | 0 : 1             |
| 435. | Brasilianische Meisterschaft 2021 | Sa., 23. Oktober 2021   | FLU  | FLA  | 3 : 1             |
| 436. | Staatsmeisterschaft               | So., 6. Februar 2022    | FLA  | FLU  | 0 : 1             |
| 437. | Staatsmeisterschaft               | Mi., 31. März 2022      | FLA  | FLU  | 0 : 2             |
| 438. | Staatsmeisterschaft               | Sa., 2. April 2022      | FLU  | FLA  | 1 : 1             |
| 439. | Brasilianische Meisterschaft 2022 | So., 29. Mai 2022       | FLU  | FLA  | 1 : 2             |
| 440. | Brasilianische Meisterschaft 2022 | So., 18. September 2022 | FLA  | FLU  | 1 : 2             |
| 441. | Staatsmeisterschaft               | Mi., 8. März 2023       | FLA  | FLU  | 1 : 2             |
| 442. | Staatsmeisterschaft               | Sa., 1. April 2023      | FLA  | FLU  | 2 : 0             |
| 443. | Staatsmeisterschaft               | So., 8. März 2023       | FLU  | FLA  | 4 : 1             |
| 444. | Copa do Brasil 2023               | Di., 16. Mai 2023       | FLU  | FLA  | 0 : 0             |
| 445. | Copa do Brasil 2023               | Do., 1. Juni 2023       | FLA  | FLU  | 2 : 0             |
| 446. | Brasilianische Meisterschaft 2023 | So., 16. Juli 2023      | FLU  | FLA  | 0 : 0             |
| 447. | Brasilianische Meisterschaft 2023 | Sa., 11. November 2023  | FLA  | FLU  | 1 : 1             |
| 448. | Staatsmeisterschaft               | So., 25. Februar 2024   | FLA  | FLU  | 2 : 0             |
| 449. | Staatsmeisterschaft               | So., 10. März 2024      | FLU  | FLA  | 0 : 2             |
| 450. | Staatsmeisterschaft               | Sa., 16. März 2024      | FLA  | FLU  | 0 : 0             |
| 451. | Brasilianische Meisterschaft 2024 | So., 23. Juni 2024      | FLU  | FLA  | 0 : 1             |
| 452. | Brasilianische Meisterschaft 2024 | So., 18. Oktober 2024   | FLA  | FLU  | 0 : 2             |